# Ainapur, Shorapur
Ainapur là một làng thuộc tehsil Shorapur, huyện Gulbarga, bang Karnataka, Ấn Độ.